# Sukobi Armenije i Azerbajdžana 2014.
Pogranični sukobi Armenije i Azerbajdžana izbili su 28. srpnja 2014. na granici između armenske pokrajine Tavuš i azerskog okruga Qazax, kao i na granici Azerbajdžana s de facto neovisnom armenskom državom, Gorskim Karabahom. Broj žrtava spada među najveće od potpisivanja mirovnog sporazuma 1994. nakon Rata u Gorskom Karabahu.
Sukobi su izbili nakon međusobnog optuživanja za pokušaj sabotaže i izviđanja, a dosada je poginulo najmanje 17 vojnika na obje strane. Predsjednik Rusije Vladimir Putin se zbog nastalog sukoba sastao s armenskim i azerskim predsjednikom, Seržom Sargsjanom i İlhamom Əliyevim u Sočiju 8. i 9. kolovoza. Na sastanku su se trojica predsjednika usuglasila da ne postoji vojno rješenje za sukob oko Gorskog Karabaha te da je potrebno pronaći mirno rješenje.

## Pozadina
Po raspadu Sovjetskog Saveza krajem 1980-ih, Armenci iz Autonomne oblasti Gorskog Karabaha u Azerbajdžanskoj SSR, podržani od strane Armenske SSR, željeli su se pripojiti matičnoj državi, čemu se Azerbajdžan protivio. To je bio povod za početak Rata u Gorskom Karabahu koji je počeo 1988., a završio 1994. potpisivanjem Protokola iz Biškeka. Prema mirovnom sporazumu, Gorski Karabah nominalno je autonomna pokrajina Azerbajdžana, a u stvari neovisna država. Istodobno, Azerbajdžan ima i eksklavu Nahičevan, koja nije spojena s ostatkom azerbajdžanskog područja. Nakon okončanja rata, Armenija i Azerbajdžan su do danas u stanju smrznutog sukoba.

## Sukobi
Azerbajdžanska strana je optužila je armensku da su njihove izvidničke i sabotažne skupine pokušale napasti azerske položaje na graničnom području. Armenska stranka za početak sukoba okrivila je Azerbajdžan optužujući ih također za pokušaj izviđanja i sabotaže. Do 30. srpnja 2014. poginula su četiri azerska i jedan vojnik Gorskog Karabaha.
Armenski izvor naveo je da je azerbajdžanska vojska 31. srpnja izvela napad na položaje vojske Gorskog Karabaha u kojima je poginuo jedan karabaški vojnik i "najmanje šest azerskih". Azerbajdžanski izvor je izjavio da su tog dana poginula četiri azreska vojnika, čime je ukupni broj azerskih žrtava porastao na osam.
Prema armenskim tvrdnjama, snage Groskog Karabaha su s noći 1. na 2. kolovoza uočile napredovanje azerskih specijalnih postrojbi, navodeći da je poginulo šest i ranjeno sedam azerskih vojnika, te da je poginuo jedan karabaški vojnik. Azerski izvori naveli su pogibiju četiri azerska vojnika u tim borbama. Prema tvrdnjama Azerbajdžana, azerske snage su 3. kolovoza napale armenske položaje u pograničnim selima s Armenijom i u području Gorskog Karabaha. Od 28. srpnja do 5. kolovoza ukupno se dogodilo 12 pograničnih sukoba.
Prema armenskim tvrdnjama, u noći 5. kolovoza u pokušaju "subverzivne penetracije" poginuo je jedan azerski vojnik. Smrt vojnika potvrdila je i azerska strana.
Prema tvrdnjama armenskog ministra obrane, Sejrana Ohanjana, u regiji Karvačara uhićeno je nekoliko azerskih "diverzanata" čiji je zadatak bio prikupljanje vojnih informacija.
Azerbajdžanski izbori tvrdili su da su 7. kolovoza ubili 4 armenska sabotera u okolici Tovuza. Među njima je uhićen Karen Petrosjan, za kojeg su azerski izvori tvrdili da je bio pripadnik saboterske skupine. No, armenska strana tvrdi kako je Petrosjan civil. U međuvremenu je azersko Ministarstvo obrane objavilo da je Petrosjan "iznenada umro iz nepoznatih razloga". Kasnije su stigle informacije od azerskih izvora da je umro od "srčanog i plućnog zatajenja te zatajenja miokarda". Petrosjan je navodno bio pijan kada je prešao armensko-azersku granicu. Njegova rodbina tvrdi da je bio zdrav i da nije imao srčanih problema. Armenska strana smatra kako je Petrosjan bio izložen okrutnom i neljudskom ponašanju, te je zbog toga zatražila međunarodno stručno mišljenje oko Petrosjanovog uzroka smrti.
Zbog nastalih sukoba ruski predsjednik Vladimir Putin sastao se s armenskim i azerskim predsjednikom, Seržom Sargsjanom i İlhamom Əliyevim u Sočiju 8. i 9. kolovoza. Na sastanku su se Sargsjan i Əliyev složili kako ne postoji vojno rješenje za sukob oko Gorskog Karabaha te da treba iznaći političko rješenje s načelima međunarodnog prava. Međutim, na sastanku je Əliyev optužio armensku stranu za neprovođenje odluke Minske skupine OESS-a o povlačenju armenskih snaga iz Karabaha, dok je Sargsjan Azerbajdžan optužio da nisu proveli nijednu odluku Minske skupine, te je optužio azerbajdžansku stranu za "namjernu eskalaciju sukoba".

## Međunarodne reakcije
- - Visoka predstavnica Europske unije, Catherine Ashton, izrazila je duboku zabrinutost Europske unije zbog razoja sukoba između Armenije i Azerbajdžana, te je pozvala sukobljene strane da razmotre primirje i da se suzdrže od nasilja.[17] Izrazila je volju Europske unije za sudjelovanjem u pronalaženju mirovnog rješenja u sukobu oko Gorskog Karbaha.[18]

- - U francuskom Ministarstvu vanjskih poslova izrazili su zabrinutost zbog pograničnih sukoba te su pozvali sukobljene strane da poštuju primirje i poduzmu mjere za smanjivanje tenzija i izbjegavanje novih incidenata.[19]

- - Predsjednik Gruzije Giorgi Margvelašvili izrazio je zabrinutost zbog situacije u "bratskim zemljama". Povzao je na sprječavanje eskalacije sukoba u regiji i pozvao na uspostavljanje dijaloga između Armenije i Azerbajdžana. Gruzijski predsjednik vlade, Irakli Garibašvili, izrazio je nadu da će Armenija i Azerbajdžan postići primirje.[20] Ministrica vanjskih poslova, Maja Pandzikidze, izrazila je duboku zabrinutost zbog pograničnih sukoba, i izrazila nadu Gruzije da će sukobljene stane razmotriti sklapanje primirja.[21] Zamjenik ministrice vanjskih poslova David Zalkaliani izjavio je kako sukob u regiji nije u gruzijskom interesu i izrazio nadu da će sastanak Sargsjana i Əliyeva u Sočiju biti uspješan.[22]

- - Glasnogovornica iranskog Ministarstva vanjskih poslova, Marizije Afham, izjavila je kako za sukob oko Gorskog Karabaha ne postoji vojno rješenje te je pozvala Armeniju i Azerbajdžan na pregovore. Ministarstvo poslova izrazilo je žaljenje zbog poginulih.[23] Ministar komunikacija i informacijskih tehnologija, Mahmud Vaezi, sastao se s azerskim predsjednikom İlhamom Əliyevim 5. kolovoza,[24] te je izrazio je sućut zbog poginulih azerskih vojnika i podržao teritorijalni integritet Azerbajdžana.[25]

- - Iz ruskog Ministarstva vanjskih poslova, sukobljene strane pozvane su da se suzdrže od nasilja.[26] Ministar vanjskih poslova, Sergej Lavrov, izrazio je zabrinutost, te neutralnost, izjavivši da se strane međusobno optužuju za početak sukoba, što se "događalo i ranije".[27]

- - Iz američkog Državnog tajništva izrazili su sućut obitelji poginulih vojnika i pozvali sukobljene strane da razmotre primirje.[28] Zamjenica državnog tajnika Jen Psaki također je izjavila kako rješenje sukoba ne može biti vojno.[29]

- - Turski ministar vanjskih poslova Ahmet Davutoğlu također je izrazio sućut obitelji poginulih te u potpunosti podržao teritorijalni integritet Azerbajdžana.[30] Ministar narodne obrane İsmet Yılmaz i vrhovni zapovjednik Turskih oružanih snaga, Necdet Özel, priopćili su da Turske oružane snage podržavaju Azerbajdžan te su izrazili sućut zbog poginulih vojnika.[31]

- - Ministar za Europu, David Lidington pozvao je sukobljene strane da poduzmu radnje u svrhu smanjivanja tenzija i da poštuju mirovni sporazum iz 1994.[32] Veleposlanica Ujedinjenog Kraljevstva u Erevanu za vrijeme sastanka s armenskim ministrom obrane Sejranom Ohanjanom, izrazila je sućut obiteljima poginulih.[33]

### Međunarodne organizacije
- OESS - predsjedatelji OESS-a, Igor Popov, James Warlick, Pierre Andrieu i predsjednik OESS-a, predsjednik Švicarske Didier Burkhalter, u zajedničkoj su izjavi pozvali na mir i izrazili ozbiljnu zabrinutost zbog povećanja napetosti između Armenije i Azerbajdžana.[34]

- UN - Glavni tajnik UN-a Ban Ki-mun pozvao je sukobljene strane da se suzdrže od nasilja i da razmotre sklapanje primirja te da poštuju mirovni sporazum iz 1994.[35]

- Vijeće Europe - Glavni tajnik Vijeća Europe, Thorbjørn Jagland, izrazio je sućut obiteljima poginulih u sukobu te rekao kako ne postoji mjesta za sukob između država potpisnica Europske konvencije o ljudskim pravima.[36]